# Huťský rybník (Blovice)
Huťský rybník (místně také „Huťák“) je rybník na řece Úslavě ve Staré Huti, místní části Blovic.

## Historie
První písemná zmínka o rybníku je z roku 1618, kdy sloužil jako zdroj vody pro železárnu, která zpracovávala železo z dolů v nedalekém polesí Chýlava. V druhé polovině 18. století byly železárny pro nedostatek dřevěného uhlí uzavřeny a přestavěny na mlýn. Na výtoku z rybníka byla na počátku 20. století instalována turbína.

## Technické informace
Přítok i odtok vody zajišťuje řeka Úslava, přičemž přítok je ještě posílen studánkou v severní části břehu. V současné době (2020) je rybník určen jako chovný. Po hrázi rybníka vede silnice III. třídy Vlčice–Ždírec.